# Constantin Maximilian
Constantin Maximilian (n. 2 august 1928, București – d. 11 aprilie 1997, București) a fost un medic, genetician român, membru corespondent al Academiei Române.
Constantin Maximilian, un mare genetician și unul din pionierii relansării bioeticii în România, în formula sa modernă, a formulat pentru acest domeniu următoarea definiție concisă: „bioetica este un punct de întâlnire al tuturor celor care urmăresc destinul uman supus presiunilor știintei”.  Arhivat în 28 septembrie 2007, la Wayback Machine.
În 1958, Constantin Maximilian a organizat primul laborator de genetică medicală din România. A redactat peste 20 de volume de antropologie, bioetică și genetică umană, între care Dicționarul Enciclopedic de Genetică, apărut în 1984.

## Scurtă biografie
Constantin Maximilian s-a născut la 2 august 1928, într-o familie de muncitori. Tatăl a fost fascinat de ideile socialismului utopic. 
Constantin Maximilan  urmat școala primară (1939) și studiile liceale la Liceul „Ioan Heliade Rădulescu” și „Principele Carol” (1947) în București. 
A absolvit Facultatea de Medicină București (1947-1953). 
Constantin Maximilian fost unul din discipolii academicianului Ștefan Milcu.
N-a fost niciodată membru plin al Academiei Române. A fost iubit de puțini (mai ales de studenți) și a fost urât cu înverșunare de marea majoritate a confraților. Acum este uitat aproape cu desăvârșire.

## Activitate științifică
- 1950-1953 - Bursier la Centrul de Cercetări Antropologice al Academiei Române.
- 1953-1957 - Cercetător științific la Centrul de Cercetări Antropologice. Între 1950 și 1957 a participat, în calitate de antropolog, la săpăturile arheologice din Peșterile Ohaba Ponor, Herculane, Peștera Muierilor. A studiat numeroase serii umane descoperite în așezări din neolitic, epoca bronzului, perioada fierului și din evul mediu.
- 1957-1997 - Cercetător științific la Institutul de Endocrinologie, șeful compartimentului de genetică medicală, până la sfârșitul vieții (10 aprilie 1997). A publicat prima monografie de paleontropologie din literatura noastră - Sărata Monteoru (1962) - distinsă cu Premiul Victor Babeș al Academiei Române.
- 1957 - Specializare în antropologie la Moscova și Sankt Petersburg
- 1968-1969 - Specializare în genetica medicală în SUA. Doctor în științe medicale cu o teză de citogenetică clinică consacrată disgeneziilor gonadale.
- 1991 - Medic primar, specialitatea endocrinologie.

## Activitatea în domeniul geneticii medicale
Constantin Maximilian a abordat inițial diverse domenii ale geneticii medicale - genetica populațiilor, radiogenetica, citogenetica și sindromologia. Din necesitate, a activat ulterior numai în ultimele două.
In 1957 Constantin Maximilian a organizat la Institutul de Endocrinologie primul nucleu de genetică medicală modernă din România. În paralel a dezvoltat și studiile de antropologie contituțională.
În 1958 este inființat primul laborator de genetică medicală din România. În acest laborator s-au format mulți din geneticienii români. Activând în acest laborator profesorul Maximilian a descris noi sindroame, a raportat sindroame ereditare rare, a descris noi variante cromozomiale recunoscute ca atare și incluse în toate cataloagele internaționale consacrate tulburărilor genetice, a studiat frecvența malformațiilor congenitale printre copiii muncitorilor iradiați profesional, a urmărit frecvența tulburărilor genetice la populațiile izolate din Carpați, reliefând importanța endogamiei în geneza patologiei ereditare, punând bazele unui nou domeniu în genetica noastră - genetica populațiilor.
Constantin Maximilian a înființat primul centru de sfaturi genetice din România.

## Activitatea în domeniul bioeticii
Mai mult decât de performanțele științei în sine, Constantin Maximilian a fost interesat de impactul ei moral, social, politic. A avut încredere în potențialul creator al geneticii, dar s-a temut de derivele unor geneticieni. Fiind influențat de un pesimism contrazis azi de realizările geneticii, credea că, în genetică cel puțin, numai absurdul are șanse să devină real, după cum spunea, cândva, Einstein.
Constantin Maximilian a scris din nevoia de a împărtăși speranțele și spaimele unei științe „totalitare”, a citit enorm, mai cu seamă eseuri inspirate de știință, filosofie și a fost un îndrăgostit de muzică, mai ales clasică și preclasică. Mereu se întreba cum va arăta o lume dominată de genetică. De aceea, în 1990, a fost unul dintre organizatorii societății Responsabilitatea socială a științei și directorul revistei ei, Ideea. Din aceleași rațiuni, a vorbit mereu și a scris sute de articole, a participat la nenumărate emisiui de radio și televiziune despre rolul geneticii într-o lume plină de transformare. Pot fi reamintite cele două cicluri Un genetician privește lumea publicat de săptămânalul Magazinul și, mai ales, Un conformist avizat, publicat aproape săptămânal, din 1993, de Viața medicală.
Alături de Ștefan Milcu a organizat Comisia de bioetică a Academiei de Științe Medicale și a fost ales primul ei președinte activ.
Este primul profesor de bioetică  din învățământul universitar românesc și a făcut toate eforturile posibile pentru a introduce bioetica în învățământ.
Constantin Maximilian a înființat primele catedre de Bioetică din învățământul nostru universitar, a organizat numeroase manifestări științifice și a creat prima comisie studențească de bioetică din lume, Grupul de Bioetică al studenților în medicină „Constantin Maximilian”.
Din 1991 profesorul Maximilian a participat la numeroase manifestări științifice organizate de Consiliul Europei: la Paris, Saint Vincent, Madrid, Stockholm, Oslo, Budapesta, Copenhaga, Rotterdam, Praga, Varșovia, Sevilla.
A fost reprezentantul României în Comisia de Bioetică a Consiliului Europei (1994).

## Activitatea didactică
Constantin Maximilian a fost profesor de genetică medicală (1990) si profesor de bioetică (1990) la Universitatea de Medicină și Farmacie „Carol Davila” din București.
A ținut cursuri de genetică în SUA, Franța, Italia.
A condus doctorate în specialitatea de genetică medicală.

## Publicații
Constantin Maximilian a publicat peste 250 de lucrări științifice în numeroase reviste de specialitate din țară și din străinătate.
El este autor sau coautor a peste 20 de volume de antropologie, genetică medicală, citogenetică, sfaturi genetice: 
- Șt. M. Milcu, C. Maximilian, Introducere în antropologie, Editura Științifică, București, 1966
- Șt. M. Milcu, C. Maximilian, Genetica umană, Editura Științifică și Enciclopedică, București, 1966.
- Șt. M. Milcu, B. Ionescu, C. Maximilian, Endocrinopatiile genetice, Editura Academiei Republicii Socialiste România, București, 1968
- C. Maximilian C. și B. Ionescu, Citogeneticǎ Medicalǎ Umanǎ, Editura Academiei Republicii Socialiste România, București, 1978, 261 pagini
- C. Maximilian, Genetica umană, Editura Științifică și Enciclopedică, București, 1982
- C. Maximilian, Geneticǎ Medicalǎ, Ed. Medicalǎ, București, 1986
- C. Maximilian, D.M. Ioan, Dicționar enciclopedic de genetică, Editura Științifică și Enciclopedică, București, 1984
- B. Ionescu, C. Dumitrache, C. Maximilian, Patologia sexualizării, Ed. Medicalǎ, București, 1980
- C. Maximilian, ML. Poenaru, M. Bembea, Genetica clinică, Ed. Pan-Publishing House, București, 1996
- C. Maximilian, M. Bembea, V. Belengeanu, Genetica început fără sfârșit, Editura de Vest, 2001, ISBN 9789733603375

Constantin Maximilian este autorul sintezelor: 
- Ereditatea umană, tipar și eroare, Editura Enciclopedică Română, București, 1970
- Timp și destin biologic: Incursiune în evoluționismul modern, Editura Enciclopedică Română, București, 1973
- Geneza individualității, Editura Sport-Turism, București, 1980
- Sfatul genetic, Editura Medicală, București, 1985

Un loc aparte printre publicațiile sale îl ocupă eseurile consacrate impactului etic, social și politic al geneticii. 
- Aventura geneticii, Editura Albatros, București, 1978
- Speranțe pentru mai târziu, Editura Sport-Turism, București, 1983
- Un genetician privește lumea, Editura Albatros, București, 1984
- Drumurile speranței, Editura Albatros, București, 1989
- Timpul geneticii (1995)

Profesorul Maximilian publicat mai multe studii asupra unora dintre marile probleme ale acestui sfârșit de secol:
- Omul și civilizația, Editura Științifică, București, 1967
- Sensul evoluției umane (1972)
- Responsabilitatea geneticii medicale (1977)
- Impactul social al geneticii (1977)
- Cele două lumi ale geneticii umane (1984)

Cărțile și lucrările sale au fost recenzate și citate de nenumărate ori în literatura de specialitate națională și internațională. Un fragment din volumul Un genetician privește lumea a fost inclus în Antologie de filosofie românească (Ed. Minerva, 1988).
Constantin Maximilian a fost membru în colegiile de redacție ale revistelor: 
- Revue roumaine d'endocrinologie
- Progresele științei
- Alternative
- Journal international de bioetique

## Distincții
- 1991 - Membru al Academiei de Științe Medicale
- 1992 - Membru corespondent al Academiei Române
- 1995 - Doctor Honoris Causa al Universității de Medicină și Farmacie „Victor Babeș” din Timișoara și profesor asociat al aceleiași universități (1995)
- 1962 - Premiul „Victor Babeș” al Academiei Române pentru publicarea primei monografii de paleontropologie din literatura noastră - Sărata Monteoru
- 1985 - Premiul „Victor Babeș” al Academiei Române pentru publicarea lucrării Dicționar enciclopedic de genetică.
- 1992 - Decorat cu Medalia Universității „René Descartes” Paris
- 1993 - Decorat cu Medalia de bronz a asociatiei Académie du Dévouement National Paris

## Societăți savante
Constantin Maximilian a fost membru al mai multor societăți internaționale de genetică și biologie umană din Europa și Statele Unite: 
- Societé Française d'Anthropologie
- American Society of Human Genetics
- International Society of Human Biology
- International Society of Terathology
- European Society of Medical Genetics
- Membru fondator (1993) al Societé Balcanique de Génétique Médicale (Societatea Balcanică de Genetică Medicală)
- Membru (1994) al unui grup al Comunității Europene pentru studiul bioetic al sindromului SIDA.

El a participat cu rapoarte și lucrări la mai multe congrese naționale, a fost unul din organizatorii tuturor manifestărilor științifice naționale consacrate geneticii din ultimele decenii și internaționale: Haga (1964), Brno (1964), Roma (1966), Berlin (1968), Ierusalim (1970), Paris (1971), Florența (1971), Rostock (1984), Leuven (1991), Saint Vincent (1993), Salonic (1994).

## Activitate ca expert
Constantin Maximilian a fost expert în numeroase comitete ale Academiei Române, ale Ministerului Sănătății, USSM-ului, de Antropologie, de Radiogenetică, de Sterilitate și fertilitate. El a fost unul dintre conducătorii grupului de Bioetică Milazzo al Asociației „Loi, Ethique et Science”, Paris (1994).